# League Cup 1961/62
Der League Cup 1961/62 war die 2. Austragung des Football League Cup (meist nur als League Cup bekannt).
Am Pokalwettbewerb, der am 11. September 1961 für die 92 englischen Spitzenvereine begann, nahmen letztlich 82 Mannschaften teil und wurde in den ersten fünf Runden im K.-o.-System über eine Partie und ab dem Halbfinale über Hin- und Rückspiel entschieden. Das Finale, das am 26. April 1962 und 1. Mai 1962 ausgetragen wurde, entschied der Zweitligist Norwich City mit 4:0 Toren nach Hin- und Rückspiel für sich. Unterlegener Finalist war der AFC Rochdale.

## Wettbewerb

### Erste Runde
| Datum              |                        | Ergebnis |                        |
| ------------------ | ---------------------- | -------- | ---------------------- |
| 11. September 1961 | Bristol Rovers         | 2:1      | Hartlepools United     |
| 11. September 1961 | FC Darlington          | 0:1      | Rotherham United       |
| 11. September 1961 | Hull City              | 4:2      | Bradford Park Avenue   |
| 11. September 1961 | Ipswich Town           | 4:2      | Manchester City        |
| 11. September 1961 | Mansfield Town         | 5:2      | Exeter City            |
| 11. September 1961 | Newport County         | 0:0      | Shrewsbury Town        |
| 11. September 1961 | Nottingham Forest      | 4:1      | FC Gillingham          |
| 11. September 1961 | Peterborough United    | 1:3      | Blackburn Rovers       |
| 11. September 1961 | Stockport County       | 0:1      | Leyton Orient          |
| 11. September 1961 | FC Watford             | 3:0      | Halifax Town           |
| 11. September 1961 | West Ham United        | 3:2      | Plymouth Argyle        |
| 12. September 1961 | FC Bury                | 5:1      | Brighton & Hove Albion |
| 12. September 1961 | Carlisle United        | 1:1      | Huddersfield Town      |
| 12. September 1961 | Oldham Athletic        | 1:4      | Charlton Athletic      |
| 13. September 1961 | FC Barnsley            | 3:2      | FC Southport           |
| 13. September 1961 | AFC Barrow             | 0:2      | FC Portsmouth          |
| 13. September 1961 | Birmingham City        | 1:1      | Swindon Town           |
| 13. September 1961 | FC Blackpool           | 2:1      | Port Vale              |
| 13. September 1961 | Bolton Wanderers       | 1:1      | AFC Sunderland         |
| 13. September 1961 | Bournemouth & Boscombe | 2:2      | Torquay United         |
| 13. September 1961 | Bradford City          | 3:4      | Aston Villa            |
| 13. September 1961 | Cardiff City           | 2:0      | FC Wrexham             |
| 13. September 1961 | FC Chesterfield        | 2:3      | Norwich City           |
| 13. September 1961 | Colchester United      | 1:2      | Crewe Alexandra        |
| 13. September 1961 | Doncaster Rovers       | 3:2      | Grimsby Town           |
| 13. September 1961 | FC Fulham              | 1:1      | Sheffield United       |
| 13. September 1961 | Leeds United           | 4:1      | FC Brentford           |
| 13. September 1961 | Lincoln City           | 1:0      | Accrington Stanley     |
| 13. September 1961 | Luton Town             | 2:1      | Northampton Town       |
| 13. September 1961 | FC Millwall            | 1:2      | FC Walsall             |
| 13. September 1961 | Newcastle United       | 2:0      | Scunthorpe United      |
| 13. September 1961 | Preston North End      | 3:1      | FC Aldershot           |
| 13. September 1961 | Queens Park Rangers    | 5:2      | Crystal Palace         |
| 13. September 1961 | FC Reading             | 4:2      | FC Chester             |
| 13. September 1961 | FC Southampton         | 0:0      | AFC Rochdale           |
| 13. September 1961 | Southend United        | 0:1      | Stoke City             |
| 13. September 1961 | Tranmere Rovers        | 3:6      | FC Middlesbrough       |
| 13. September 1961 | AFC Workington         | 3:0      | Coventry City          |
| 13. September 1961 | York City              | 3:0      | Bristol City           |
| 14. September 1961 | Notts County           | 2:2      | Derby County           |
| Freilos            | Leicester City         |          |                        |
| Freilos            | Swansea Town           |          |                        |

#### Wiederholungsspiele
| Datum              |                   | Ergebnis |                        |
| ------------------ | ----------------- | -------- | ---------------------- |
| 25. September 1961 | Huddersfield Town | 3:0      | Carlisle United        |
| 25. September 1961 | Sheffield United  | 4:0      | FC Fulham              |
| 25. September 1961 | AFC Sunderland    | 1:0      | Bolton Wanderers       |
| 25. September 1961 | Swindon Town      | 2:0      | Birmingham City        |
| 25. September 1961 | Torquay United    | 0:1      | Bournemouth & Boscombe |
| 27. September 1961 | Derby County      | 3:2      | Notts County           |
| 27. September 1961 | AFC Rochdale      | 2:1      | FC Southampton         |
| 28. September 1961 | Shrewsbury Town   | 3:1      | Newport County         |

### Zweite Runde
| Datum            |                     | Ergebnis |                        |
| ---------------- | ------------------- | -------- | ---------------------- |
| 2. Oktober 1961  | Bristol Rovers      | 1:1      | Blackburn Rovers       |
| 2. Oktober 1961  | Sheffield United    | 2:2      | Newcastle United       |
| 3. Oktober 1961  | FC Bury             | 3:4      | Hull City              |
| 3. Oktober 1961  | Swansea Town        | 3:3      | Ipswich Town           |
| 4. Oktober 1961  | Charlton Athletic   | 4:1      | Stoke City             |
| 4. Oktober 1961  | Leeds United        | 3:2      | Huddersfield Town      |
| 4. Oktober 1961  | Leyton Orient       | 1:1      | FC Blackpool           |
| 4. Oktober 1961  | Luton Town          | 0:0      | Rotherham United       |
| 4. Oktober 1961  | FC Middlesbrough    | 3:1      | Crewe Alexandra        |
| 4. Oktober 1961  | Norwich City        | 3:2      | Lincoln City           |
| 4. Oktober 1961  | FC Portsmouth       | 1:1      | Derby County           |
| 4. Oktober 1961  | AFC Rochdale        | 4:0      | Doncaster Rovers       |
| 4. Oktober 1961  | AFC Sunderland      | 5:2      | FC Walsall             |
| 5. Oktober 1961  | Mansfield Town      | 1:1      | Cardiff City           |
| 5. Oktober 1961  | Preston North End   | 3:1      | Swindon Town           |
| 9. Oktober 1961  | FC Barnsley         | 1:3      | AFC Workington         |
| 9. Oktober 1961  | Shrewsbury Town     | 1:3      | Bournemouth & Boscombe |
| 9. Oktober 1961  | West Ham United     | 1:3      | Aston Villa            |
| 9. Oktober 1961  | York City           | 2:1      | Leicester City         |
| 11. Oktober 1961 | Queens Park Rangers | 1:2      | Nottingham Forest      |
| 16. Oktober 1961 | FC Watford          | 3:1      | FC Reading             |

#### Wiederholungsspiele
| Datum            |                  | Ergebnis |                  |
| ---------------- | ---------------- | -------- | ---------------- |
| 10. Oktober 1961 | Rotherham United | 2:0      | Luton Town       |
| 11. Oktober 1961 | Newcastle United | 0:2      | Sheffield United |
| 16. Oktober 1961 | Blackburn Rovers | 4:0      | Bristol Rovers   |
| 23. Oktober 1961 | Cardiff City     | 2:1      | Mansfield Town   |
| 24. Oktober 1961 | Ipswich Town     | 3:2      | Swansea Town     |
| 30. Oktober 1961 | FC Blackpool     | 5:1      | Leyton Orient    |
| 1. November 1961 | Derby County     | 2:4      | FC Portsmouth    |

### Dritte Runde
| Datum             |                        | Ergebnis |                   |
| ----------------- | ---------------------- | -------- | ----------------- |
| 13. November 1961 | Sheffield United       | 1:0      | FC Portsmouth     |
| 14. November 1961 | Nottingham Forest      | 1:2      | Blackburn Rovers  |
| 14. November 1961 | Preston North End      | 0:0      | Rotherham United  |
| 14. November 1961 | AFC Rochdale           | 1:0      | Charlton Athletic |
| 15. November 1961 | Bournemouth & Boscombe | 3:0      | Cardiff City      |
| 15. November 1961 | Norwich City           | 3:2      | FC Middlesbrough  |
| 15. November 1961 | AFC Sunderland         | 2:1      | Hull City         |
| 15. November 1961 | AFC Workington         | 0:1      | FC Blackpool      |
| 15. November 1961 | York City              | 1:1      | FC Watford        |
| 21. November 1961 | Aston Villa            | 2:3      | Ipswich Town      |
| Freilos           | Leeds United           |          |                   |

#### Wiederholungsspiele
| Datum             |                  | Ergebnis |                   |
| ----------------- | ---------------- | -------- | ----------------- |
| 21. November 1961 | FC Watford       | 2:2      | York City         |
| 28. November 1961 | Rotherham United | 3:0      | Preston North End |
| 4. Dezember 1961  | York City        | 3:2      | FC Watford        |

### Vierte Runde
| Datum             |                  | Ergebnis |                        |
| ----------------- | ---------------- | -------- | ---------------------- |
| 11. Dezember 1961 | Blackburn Rovers | 4:1      | Ipswich Town           |
| 12. Dezember 1961 | Rotherham United | 1:1      | Leeds United           |
| 13. Dezember 1961 | York City        | 1:0      | Bournemouth & Boscombe |
| Freilos           | FC Blackpool     |          |                        |
| Freilos           | Norwich City     |          |                        |
| Freilos           | AFC Rochdale     |          |                        |
| Freilos           | Sheffield United |          |                        |
| Freilos           | AFC Sunderland   |          |                        |

#### Wiederholungsspiel
| Datum           |              | Ergebnis |                  |
| --------------- | ------------ | -------- | ---------------- |
| 15. Januar 1962 | Leeds United | 1:2      | Rotherham United |

### Viertelfinale
| Datum           |                  | Ergebnis |                  |
| --------------- | ---------------- | -------- | ---------------- |
| 6. Februar 1962 | FC Blackpool     | 0:0      | Sheffield United |
| 6. Februar 1962 | Rotherham United | 0:1      | Blackburn Rovers |
| 7. Februar 1962 | AFC Rochdale     | 2:1      | York City        |
| 7. Februar 1962 | AFC Sunderland   | 1:4      | Norwich City     |

#### Wiederholungsspiel
| Datum         |                  | Ergebnis |              |
| ------------- | ---------------- | -------- | ------------ |
| 27. März 1962 | Sheffield United | 0:2      | FC Blackpool |

### Halbfinale
Die Hinspiele wurden am 19. März 1962 und 11. April 1962, die Rückspiele am 4. April 1962 und 16. April 1962 ausgetragen.
|              | Gesamt |                  | Hinspiel | Rückspiel |
| ------------ | ------ | ---------------- | -------- | --------- |
| AFC Rochdale | 4:3    | Blackburn Rovers | 3:1      | 1:2       |
| Norwich City | 4:3    | FC Blackpool     | 4:1      | 0:2       |

### Finale
| AFC Rochdale                                              | AFC Rochdale | Norwich City | Norwich City |
| --------------------------------------------------------- | --- | --- | ------------ |
| AFC Rochdale                                              | \| Finale, Hinspiel \| \| Donnerstag, 26. April 1962 in Rochdale (Spotland Stadium) \| \| Ergebnis: 0:3 (0:2) \| \| Zuschauer: 11.123 \| \| Schiedsrichter: Arthur Holland \| \| Spielbericht \| | \| Finale, Hinspiel \| \| Donnerstag, 26. April 1962 in Rochdale (Spotland Stadium) \| \| Ergebnis: 0:3 (0:2) \| \| Zuschauer: 11.123 \| \| Schiedsrichter: Arthur Holland \| \| Spielbericht \| | Norwich City |
| AFC Rochdale                                              | Ted Burgin, Stanley Milburn, Doug Winton, Norman Bodell, Ray Aspden, Jimmy Thompson, Doug Wragg, Stan Hepton, Louis Bimpson, Ronnie Cairns, Colin Whitaker Cheftrainer: Tony Collins             | Sandy Kennon, Roy McCrohan, Ron Ashman, Ollie Burton, Barry Butler, Joe Mullett, Gerry Mannion, Derrick Lythgoe, Dick Scott, Jimmy Hill, Bill Punton Cheftrainer: Willie Reid                    | Norwich City |
| AFC Rochdale                                              | 0:1 Derrick Lythgoe (4.) 0:2 Derrick Lythgoe (19.) 0:3 Bill Punton (85.) | | Norwich City |
| Finale, Hinspiel                                          | | |              |
| Donnerstag, 26. April 1962 in Rochdale (Spotland Stadium) | | |              |
| Ergebnis: 0:3 (0:2)                                       | | |              |
| Zuschauer: 11.123                                         | | |              |
| Schiedsrichter: Arthur Holland                            | | |              |
| Spielbericht                                              | | |              |

| Norwich City                                   | Norwich City | AFC Rochdale | AFC Rochdale |
| ---------------------------------------------- | --- | --- | ------------ |
| Norwich City                                   | \| Finale, Rückspiel \| \| Dienstag, 1. Mai 1962 in Norwich (Carrow Road) \| \| Ergebnis: 1:0 (0:0) \| \| Zuschauer: 19.708 \| \| Schiedsrichter: Robert Mann \| \| Spielbericht \| | \| Finale, Rückspiel \| \| Dienstag, 1. Mai 1962 in Norwich (Carrow Road) \| \| Ergebnis: 1:0 (0:0) \| \| Zuschauer: 19.708 \| \| Schiedsrichter: Robert Mann \| \| Spielbericht \|      | AFC Rochdale |
| Norwich City                                   | Sandy Kennon, Roy McCrohan, Ron Ashman, Ollie Burton, Barry Butler, Joe Mullett, Gerry Mannion, Derrick Lythgoe, Dick Scott, Jimmy Hill, Bill Punton Cheftrainer: Willie Reid       | Ted Burgin, Stanley Milburn, Doug Winton, Norman Bodell, Ray Aspden, Jimmy Thompson, Peter Whyke, Joe Richardson, Louis Bimpson, Ronnie Cairns, Colin Whitaker Cheftrainer: Tony Collins | AFC Rochdale |
| Norwich City                                   | 1:0 Jimmy Hill (74.) | | AFC Rochdale |
| Finale, Rückspiel                              | | |              |
| Dienstag, 1. Mai 1962 in Norwich (Carrow Road) | | |              |
| Ergebnis: 1:0 (0:0)                            | | |              |
| Zuschauer: 19.708                              | | |              |
| Schiedsrichter: Robert Mann                    | | |              |
| Spielbericht                                   | | |              |